# ماركوس كارفاغال
ماركوس كارفاغال (بالإسبانية: Marcos Carvajal)‏ هو لاعب كرة قاعدة فنزويلي، ولد في 19 أغسطس 1984 في سيوداد بوليفار في فنزويلا، وتوفي في 24 يناير 2018 بسبب ذات الرئة.

## وصلات خارجية
- ماركوس كارفاغال على موقع دوري كرة القاعدة الرئيسي (الإنجليزية)
- ماركوس كارفاغال على موقعبيزبول رفرنس.كوم (الدوري الرئيسي) (الإنجليزية)
- ماركوس كارفاغال على موقعبيزبول رفرنس.كوم (الدوري الثانوي) (الإنجليزية)
- ماركوس كارفاغال على موقع إي إس بي إن.كوم (أم.أل.بي) (الإنجليزية)
- ماركوس كارفاغال على موقع مشجعي الرسوم البيانية (الإنجليزية)